# Chemikalienleasing
Chemikalienleasing ist ein Geschäftsmodell in der chemischen Industrie, in dem ein Chemieunternehmen eine Chemikalie für einen bestimmten Service liefert, aber das Eigentum daran behält.

## Eigenschaften
Das Chemikalienleasing soll den Fokus von der Steigerung des Absatzvolumens der Chemikalien auf eine Dienstleistung verlagern. Es kann zu einer effizienteren Nutzung von Chemikalien und darüber zu ökologischen und ökonomischen Vorteilen führen. Treibende Kraft ist die Organisation der Vereinten Nationen für industrielle Entwicklung (UNIDO).
Der Produzent verkauft vor allem die Funktionen der chemischen und der funktionalen Einheiten. So sind z. B. die Anzahl der gemalten Stücke die Basis für die Zahlung. Es ist ein Geschäftsmodell, in dem ein Kunde mit einem Dienstleister einen langfristigen Vertrag zur Lieferung und Verwaltung der chemischen und damit verbundenen Dienstleistungen eingeht. Dieses Modell wird seit Jahrzehnten von der Lackindustrie praktiziert. Zum Beispiel wird das Markieren von Straßen oder Bürgersteigen oft auf der Grundlage der zu bedeckenden Kilometer, anstatt auf das Volumen oder die Masse der verbrauchten Farbe, abgerechnet.

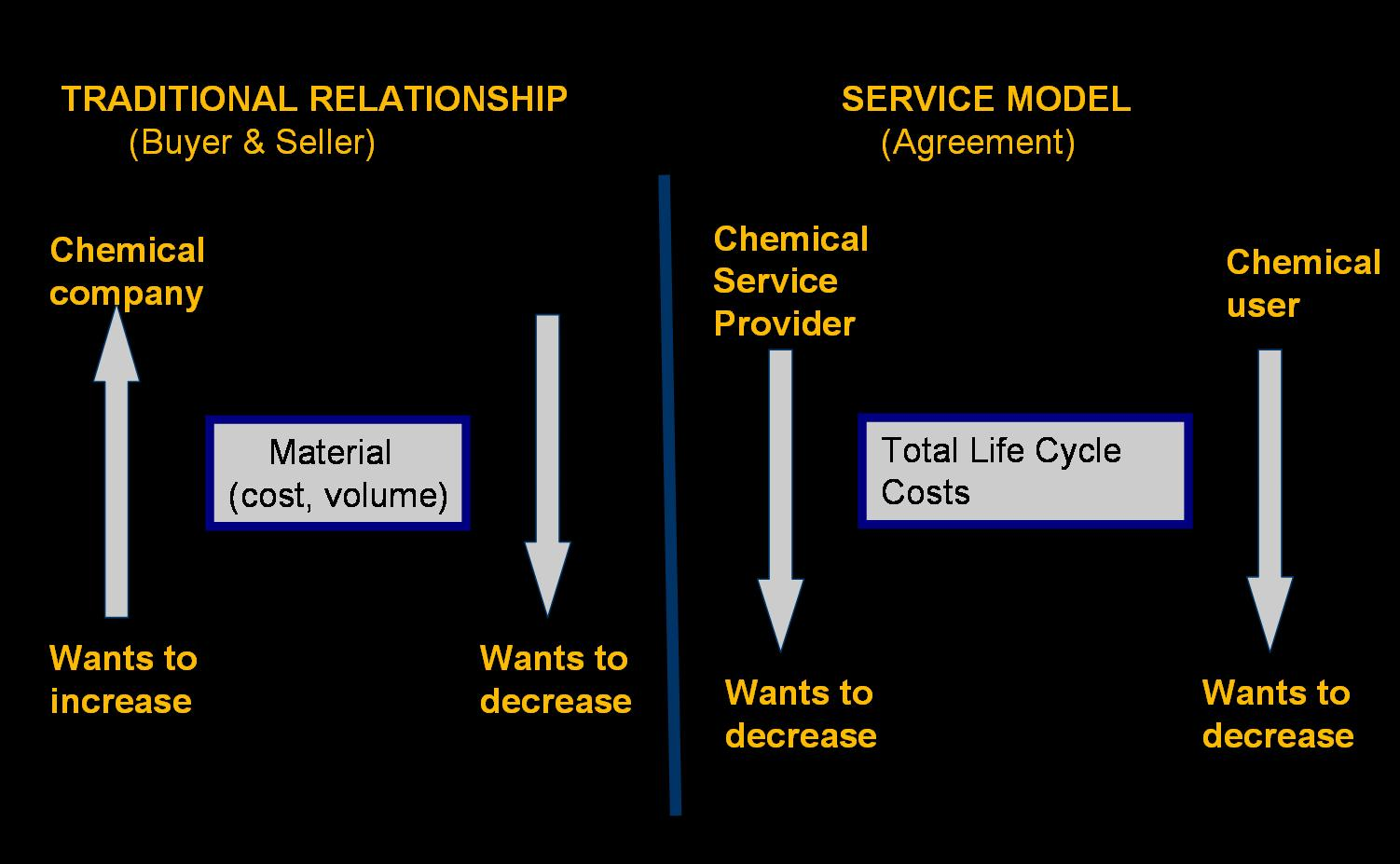
Unterschiede zwischen traditionellen Käufer-Verkäufer-Beziehung und Service-basierte Modell der Chemikalienleasing

Durch die Verlagerung des Fokus von der Erhöhung des Verkaufsvolumens der Chemikalien zu einem Ansatz basierend auf Wertschöpfung ist es eine Anwendung der erweiterten Produzentenverantwortung. Das Chemieunternehmen liefert eine Substanz für einen bestimmten Service, wie z. B. Pulverbeschichten, Färben oder Lackieren, behält aber das Eigentum an der Chemikalie und berät den Anwender bei seiner bestmöglichen Verwendung. Der Produzent besitzt die Maschinen und behält die Verantwortung über den Herstellungsprozess. Infolgedessen ist das Interesse des Herstellers geringer, mehr Substanzen zu verkaufen.

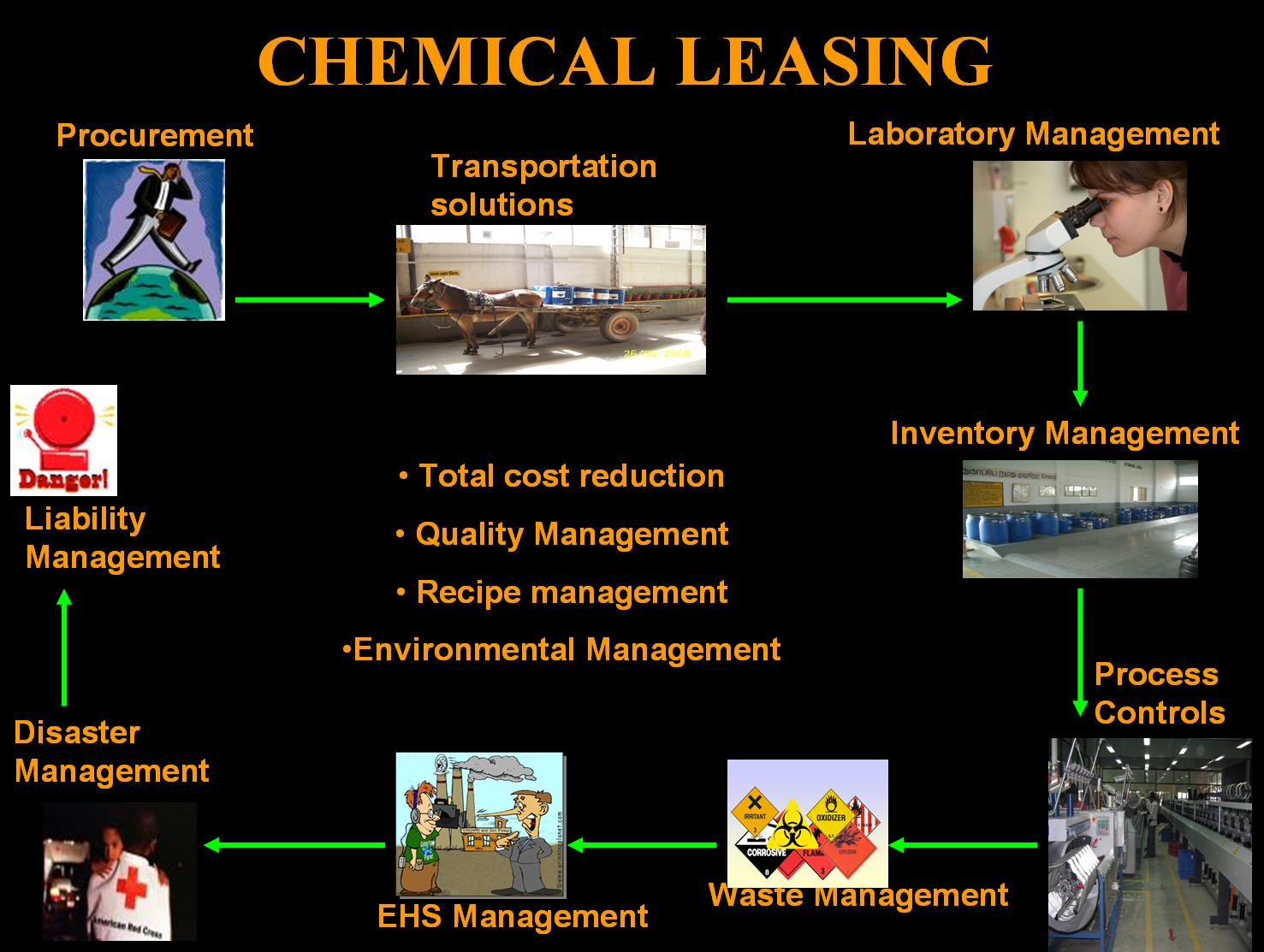
Chemikalienleasing umfasst den gesamten Lebenszyklus von Chemikalien in einem Unternehmen